# Arrondissement de Strasbourg-Campagne
L'arrondissement de Strasbourg-Campagne est une ancienne division administrative française, située dans le département du Bas-Rhin.
L'arrondissement de Strasbourg-Campagne a présenté la particularité d'avoir pour chef-lieu une commune qui n'est rattachée à aucun des cantons de l'arrondissement. Cette « anomalie » a résulté de la division de l'ancien arrondissement de Strasbourg en deux : arrondissement de Strasbourg-Ville et arrondissement de Strasbourg-Campagne.

## Histoire
À sa création, le 4 mars 1790, le département du Bas-Rhin est divisé en quatre districts et la zone fait partie de celui de Strasbourg.
C'est le 17 février 1800 que Bonaparte crée les arrondissements : l'arrondissement de Strasbourg reprend l'essentiel de l'ancien district.
En 1871, l'arrondissement est rattaché, comme toute l'Alsace, à l'empire allemand par le traité de Francfort. Il est divisé en deux Kreise : Straßburg (Stadt) et Straßburg (Land). Ce dernier représente alors 561 km2 et 79 521 habitants en 1885.
Après la restitution à la France en 1919 par le traité de Versailles, le Kreis Straßburg (Land) est redessiné pour devenir l'arrondissement de Strasbourg-Campagne.
À la suite d'une volonté de l'État de vouloir réorganiser la carte des arrondissements en voulant prendre en compte les limites des EPCI, l'arrondissement a été supprimé le 1er janvier 2015. Les anciennes communes ont été réparties entre l'arrondissement de Strasbourg, de Haguenau, de Molsheim et de Saverne.

## Composition
- canton de Bischheim
- canton de Brumath
- canton de Geispolsheim
- canton de Hochfelden
- canton d'Illkirch-Graffenstaden
- canton de Mundolsheim
- canton de Schiltigheim
- canton de Truchtersheim